# Scissor (gladiateur)
Pour les articles homonymes, voir Scissor.

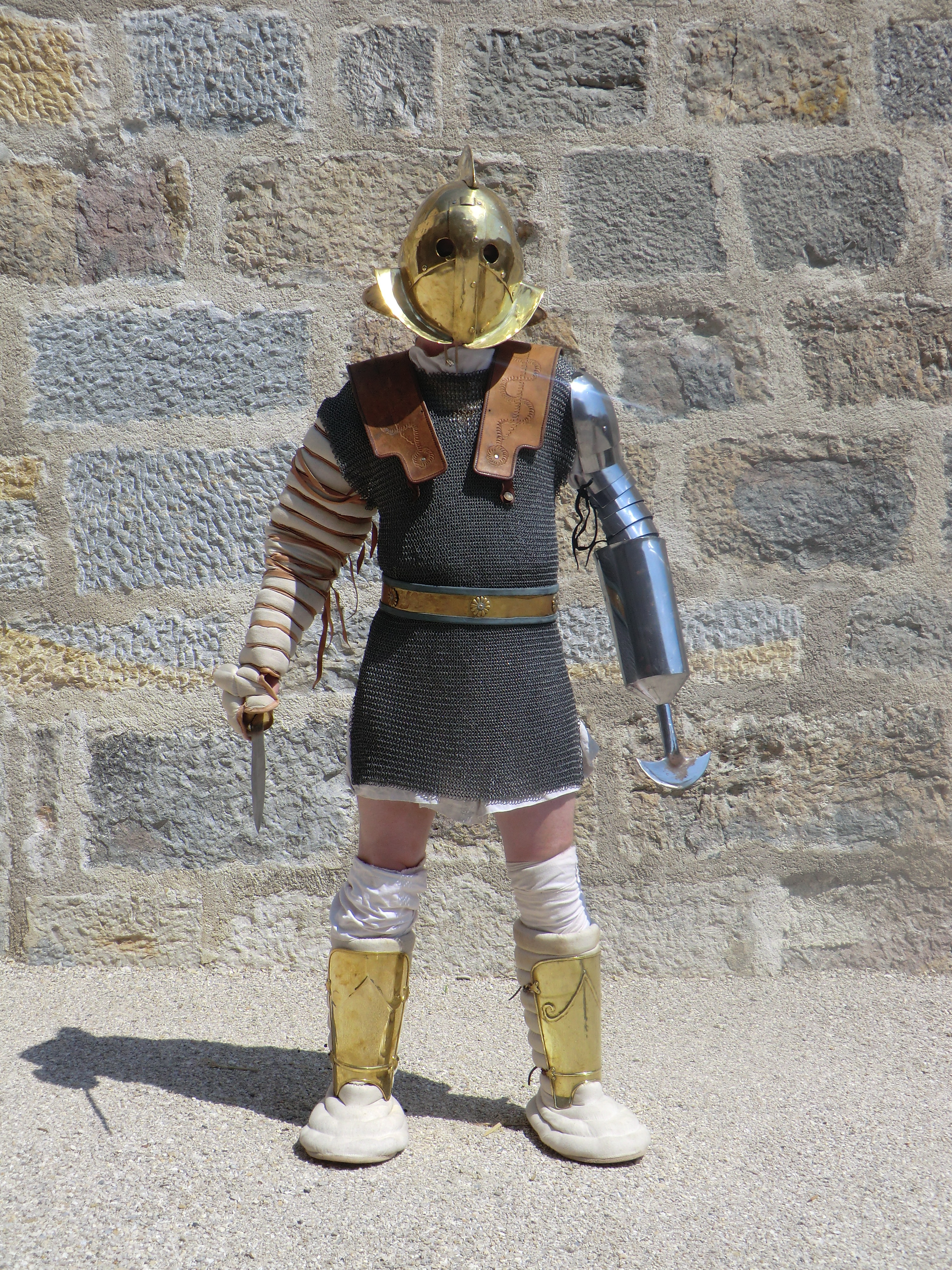
Reconstitution d'un scissor. Troupe PAX AUGUSTA

Le scissor (en latin scissōr, celui qui tranche), appelé aussi arbelas ou dymacherus dans la première moitié du Ier siècle, est une classe rare de gladiateur. 

## Histoire
Cette armatura rare est une évolution du secutor qui apparaît dès le Ier siècle. Le scissor est un des opposants du rétiaire, d'où son appellation d'anti-rétiaire, qu'il partage avec son ancêtre.

## Équipement
Le scissor n'a pas de scutum, mais un manchon métallique surmonté d'une lame en forme de demi lune, qui lui sert à trancher le filet du rétiaire (cette lame provient d'un outil, le tranchet de cordonnier, que les Grecs appellent arbelos, d'où le terme d'arbelas), mais il peut également servir à bloquer le trident. Le scissor conserve le casque à cimier fin et le glaive du secutor. Il est également protégé par une lorica squamata (munie d'écailles métalliques) ou une lorica hamata (cotte de mailles) et deux ocreae courtes (comme celle, unique, du secutor) portées sur des bottes en tissu matelassé.

### articles connexes
- Types de gladiateurs
- Description des gladiateurs